# Franken Fernsehen
Franken Fernsehen (ehemals Franken TV) ist ein privater Fernsehsender für den Ballungsraum Nürnberg-Fürth-Erlangen und Mittelfranken. Zu empfangen ist Franken Fernsehen im Kabelnetz sowie seit dem 4. November 2013 auch über die Plattform MagentaTV der Deutschen Telekom. Der digitale Sendebetrieb über Antenne (DVB-T) wurde am 31. Mai 2014 eingestellt.
Täglich produziert der Sender mit etwa 40 Mitarbeitern ca. zwei Programmstunden, bestehend aus aktuellen Nachrichten, Reportagen und Magazinsendungen. Es ist werktäglich in einem 30-minütigen Lokalfenster auf der Frequenz von RTL sowie täglich auf einer eigenen 24-Stunden-Vollfrequenz über Kabel und Satellit zu sehen. Das Studio des Senders befindet sich im Nürnberger Südwestpark.

## Geschichte

Senderlogo 2003–2010

Das heutige Franken Fernsehen entstand 2003 aus einer Übernahme der Empfangswege des damaligen FF Franken Fernsehen nach der Einstellung des Sendebetriebs infolge der Insolvenz des Betreibers durch RTL Franken Life TV. Durch die Zusammenlegung der beiden Sendeplätze und die folgende Übernahme der Sendelizenz und des ehemaligen Namens entstand der subjektive Eindruck einer Zusammenführung der beiden Sender.
Zuvor wurde die Lizenz für das lokale RTL-Sendefenster, das die ältere „Drehscheibe Franken“ parallel zu Franken Fernsehen ausstrahlte und getrennt lizenziert war, gegen Ende des regulären Genehmigungszeitraums nicht verlängert und ging an den neuen Anbieter Franken Life. Er war damit in der Hauptsendezeit der direkte Konkurrenzsender. Er produzierte werktäglich seit 1. November 1995 eine 30-minütige regionale Nachrichtensendung, die zwischen 18 Uhr und 18:30 Uhr auf der Frequenz von RTL ausgestrahlt wurde. Mit einer Reichweite von 11,9 Prozent (Zuschauer ab 14 Jahre) war das Programm 1999 der beliebteste Sender zu dieser Sendezeit. 1997 folgte eine Umbenennung in RTL Franken Life TV. Mit der Insolvenz des damaligen Veranstalters Franken Funk und Fernsehen übernahm RTL Franken Life TV 2003 dessen Vollfrequenz. Mit dieser Übernahme übernahm der Sender auch die Lizenz des bisherigen Anbieters. Der Sendestart wird bei der BLM deshalb offiziell mit dem 28. Februar 1994 angegeben.

Senderlogo 2010

Eine Zeit lang wurde das Programm gleichzeitig unter den Namen RTL Franken Life TV und Franken Fernsehen ausgestrahlt, ab 2003 trug der Sender und das Programm den neuen Titel Franken TV. Seit 2005 gibt es das Regionalfenster Neumarkt TV, produziert von der FM Rundfunkprogrammanbieter GmbH.

Zum 2. November 2010 wurde der Name im Rahmen eines Relaunches wieder in Franken Fernsehen geändert. Am 31. Mai 2014 wurde die Verbreitung über DVB-T auf eigenen Wunsch des Senders eingestellt.

## Empfang
Kabel und Satellit
Im Kabelfernsehen wird das Programm in den Netzen von Vodafone Deutschland und M-net übertragen, sowie bei Vodafone Kabel Deutschland als Programmfenster bei RTL. Über Satellit Astra 1KR (19,2° Ost) hat der Sender Sendeplätze auf der Plattform von Franken Plus HD.
Internet
Hinzu kommt ein Programmplatz im IPTV-Angebot von MagentaTV. Außerdem ist das Programm seit Beendigung der terrestrischen DVB-T2-Ausstrahlung über das Lokal-TV-Portal bei Freenet Connect verfügbar (Smart-TV im Antennenfernsehen), sowie auf der Seite der eigenen Homepage.